# Бутинський
Бутинський (рос. Бутынский) — колишній хутір у Христинівській волості Овруцького повіту Волинської губернії та Звіздальській сільській раді Народицького й Базарського районів Коростенської та Волинської округ.

## Історія
До 1923 року входив до складу Христинівської волості Овруцького повіту Волинської губернії. У 1923 році увійшов до складу новоствореної Звіздальської сільської ради, яка, 7 березня 1923 року, включена до складу новоутвореного Народицького району Коростенської округи. Розміщувався за 12,5 верст від районного центру, міст. Народичі. 25 січня 1926 року, в складі сільської ради, переданий до Базарського району Коростенської округи.
Знятий з обліку населених пунктів до 1 жовтня 1941 року.